# Vlag van Ōita

Vlag van Ōita (ratio 7:10)

Vlag van Ōita, variant (ratio 7:10)

De prefecturale vlag van Ōita bestaat uit een wit vlak met drie rood gestileerd katakana-karakter オ [o] en de kanji 大 [ō] (wat "groot" betekent) in een vorm van een letter O (van Ōita), die vertrouwen, werk en broederschap symboliseren. De afbeelding van drie mensen die aan elkaars hand vasthouden, staat ook voor vrede en samenwerking en de opkomende zon die de figuren vormen staat voor de ontwikkeling van de prefectuur. De prefecturale vlag werd op 24 juli 1956 aangenomen.
Er zijn twee soorten vlaggen: een met de naam van de prefectuur in het Japans, en een zonder de naam, die beide zijn gedefinieerd als officiële vlaggen van de prefectuur in de verordeningen.